# Plectranthus glabratus
Plectranthus glabratus là một loài thực vật có hoa trong họ Hoa môi. Loài này được (Benth.) Alston miêu tả khoa học đầu tiên năm 1931.